# Brian Hallisay
Brian Hallisay est un acteur américain né le 31 octobre 1978 à Washington, D.C. 
Il est connu pour ses rôles de Will Davis dans la série dramatique Privileged, Kyle Parks dans The Client List et Doug Kendall dans la série criminelle 9-1-1.

## Biographie

### Enfance et formation
Brian Hallisay est un acteur américain. Il est né le 31 octobre 1978 à Washington. Il est diplômé du lycée Gonzaga, un lycée romain, catholique, jésuite pour garçons, en 1996. Par la suite, il est diplômé de l'université Cornell avec un diplôme en économie et en histoire. Après le collège et avant de déménager à Los Angeles, il a travaillé à Wall Street.

### Carrière
Brian fait ses débuts à la télévision en 2005. Il a fait ses premières apparitions à la télévision avec The Inside. Mais c'est grâce à la série Privileged qu'il s'est réellement fait remarquer. Il joue alors le rôle de Will Davis, un célibataire charmant et riche de Palm Beach, qui est ravi d'apprendre que ses voisins ont embauché une belle tutrice pour leur fille nommée Megan Smith (Joanna García).
Brian Hallisay a ensuite continué dans diverses séries télévisées, comme FBI : Portés disparus et Cold Case. Depuis, il a décroché des rôles dans Bones, Medium, Bionic Women et Les Experts : Manhattan.
Son premier film fut Erik MacArthur's Bottoms Up, qui met en vedette Paris Hilton et Jason Mewes. Hallisay jouait le rôle du petit ami de Paris Hilton, qui aide Mewes à sauver un restaurant d'une petite ville.
En 2011, Brian intègre le casting du troisième opus de Hostel où il a joué le personnage principal.
En 2012, il apparaît dans deux épisodes de la série Ringer et il signe un accord avec Lifetime afin d'apparaître comme personnage récurrent pour le rôle de Kyle Parks, dans la série dramatique The Client List. Le 10 avril 2012, il fait partie des personnages principaux à partir de l'épisode 7. Récemment on a pu le voir au casting de la saison 2 de Mistresses.
À partir de 2014, il rejoint le casting de la série Revenge, oú il joue le personnage de Ben Hunter, policier et petit ami de l'héroïne. La série prend fin en 2015.
Entre 2018 et 2019, il rejoint le casting récurrent de la série 9-1-1, créée par Ryan Murphy et Brad Falchuk lors de la deuxième saison dans le rôle de Doug, le mari violent de Maddie interprété par Jennifer Love Hewitt, sa femme dans la vraie vie.

### Vie privée

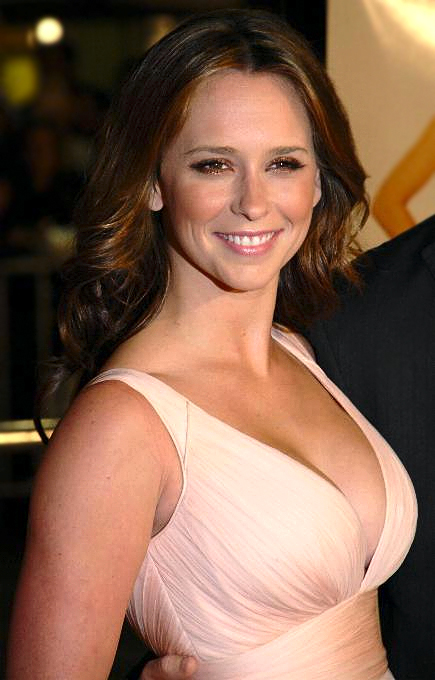
Sa femme depuis 2013, Jennifer Love Hewitt.

Depuis mars 2012, il est en couple avec Jennifer Love Hewitt, ils se sont rencontrés sur le tournage de la série The Client List. Après s'être fiancés en mai 2013, ils se sont secrètement mariés le 21 novembre 2013. Le 26 novembre 2013, il devient père d'une fille prénommée Autumn James Hallisay. Le 24 juin 2015, il devient à nouveau père d'un garçon prénommé Atticus James Hallisay. Le 26 août 2021, il devient à nouveau père d'un garçon prénommé Aidan James Hallisay.

## Filmographie

### Cinéma
- 2006 : Bottoms Up d'Erik McArthur : Hayden Field
- 2011 : Hostel, chapitre III (Hostel: Part III) de Scott Spiegel : Scott
- 2014 : Jessabelle de Kevin Greutert : Mark

### Série télévisée
- 2005 : Inside : Jake Carrington (1 épisode)
- 2005 : La Vie avant tout (Strong Medicine) : Dr George Harmon (1 épisode)
- 2006 : A.K.A. : Marco Bennett
- 2006 : FBI : Portés disparus : Alex Stark (1 épisode)
- 2006 : Cold Case : Jimmy Bruno (1 épisode)
- 2007 : Les Experts : Manhattan : Emery Gable (1 épisode)
- 2007 : Bones : Ben Michaelson (1 épisode)
- 2007 : Bionic Woman : Dr Mark Stevens (1 épisode)
- 2008 : Medium : Sean Covey (1 épisode)
- 2008 - 2009 : Privileged : Will Davis (18 épisodes)
- 2009 : Les Mystères d'Eastwick : Morgan (1 épisode)
- 2011 : Love Bites : Jordan (1 épisode)
- 2011 : Awakening : Matt Yeager
- 2011 : Rizzoli and Isles : Chris Dunbar (1 épisode)
- 2012 : Ringer : agent Pettibone du FBI (2 épisodes)
- 2012 - 2013 : The Client List : Kyle Parks (22 épisodes)
- 2013 : Body of Proof : Dr Jeffrey Dante (1 épisode)
- 2014 : Mistresses : Ben Odell (4 épisodes)
- 2014 - 2015 : Revenge : Ben Hunter (23 épisodes)
- 2018 - 2019 : 9-1-1 : Doug Kendall (5 épisodes)
- 2019 : Suits : Avocats sur mesure : Craig Cameron (1 épisode)